# Установка МТБЕ у Сизрані
Установка МТБЕ у Сизрані — складова розташованого в Самарській області нафтопереробного майданчику, яка має здійснювати випуск високооктанової паливної присадки — метилтретинного бутилового етеру (MTBE).
В першій половині 2020-х на Сизранському нафтопереробному заводі велось будівництво установки каталітичного крекінгу. Серед її супутніх продуктів повинні бути значні обсяги бутан-бутиленової фракції, шляхом розділення якої можна отримувати ізобутилен – один з двох компонентів для виробництва MTBE. Як наслідок, вирішили доповнити комплекс установкою МТБЕ річною потужністю 45 тисяч тон, при цьому другій необхідний компонент – метанол – мав придбаватись на ринку.
Модернізація НПЗ велась із певним відставанням від анонсованих термінів, при цьому в лютому 2022-го вже встановили колону синтезу MTBE висотою 56 метрів та вагою 86 тон.